# Incubo ed altre storie
Incubo ed altre storie è un'antologia di tre racconti noir dello scrittore statunitense Cornell Woolrich pubblicata nella collana Il Giallo Mondadori con il numero 2114, il 6 agosto 1989.

## Contenuto
- Incubo (Nightmare), 1941
- La morte sulla poltrona del dentista (Death Sits in the Dentist's Chair), 1934
- La stanza maledetta (The Room With Something Wrong), 1938

## Edizioni
- Cornell Woolrich, Incubo ed altre storie, collana Il Giallo Mondadori, Mondadori, 1989.